# Meerssen
Meerssen (IPA: [ˈmeːɾsən]ⓘ; limburgi nyelven: Meersje) falu a hollandiai Limburg tartományban, mintegy 5840 lakosa van. 1982. január 1-én alapították, az azonos nevű Meerssen község székhelye. Maastrichttól, a tartomány székhelyétől északra fekvő, sűrűn lakott terület.

## Földrajz
Meerssen a Maas-völgy és a Geul folyó partján fekvő Geul-völggyel határos. Kb. 50 méterrel van a tengerszint felett. Meerssen-nél találkozik az A2 és az A79-es autópálya is. Ily módon kedvező földrajzi helyzete miatt a Geul-völgyhöz igyekvő turisták is szívesen megfordulnak itt, valamint sokan járnak be Meerssenből dolgozni a közeli Maastrichtba, Parkstadba és Sittardba.

## Történelem

### Római kor
A római korban már lakott volt Meerssen környéke. Josef Habets pap és amatőr régész 1865-ben a Meerssen-Alsó-Herkenberg római kori villa maradványait fedezte fel a Houthemerweg úton, mely Hollandi legnagyobb római kori villája lett. E komplexum mellett mészkő bányákat találtak, amelyek talán római korból származhatnak. Idősebb Plinius római író Naturalis Historia című írásában említette, hogy a márgát a gazdák műtrágyaként szórták földjeikre. Az első lakók a Geul partján telepedtek le. Akkoriban ez a terület még nagyon mocsaras volt. Ez adhatta a Meerssen név jelentését is: Marsna vagy Marsana olyasmit jelenthet, hogy „mocsaras terület” (hollandul „moeras”). Ugyanakkor a Meerssen név a „márga” (marna) szóra is utalhat.

### Középkor
A korai középkorban Meerssenben királyi rezidenciát építettek. Egy megerősített udvar, amely a frank fejedelmek rezidenciája volt (pl. Nagy Károlyé). A palota eredete nem ismert, de egyértelmű, hogy ez által Meerssen jelentősége megnőtt. A palota tényleg közel feküdt Maastrichthoz, amely fontos kereskedelmi és zarándokváros volt. Aachen (hollandul Aken)től, a Frank Birodalom központjától sem volt messze. A meersseni palota volt az a hely, ahol II. (Német) Lajos keleti frank király a 870-ben kötött Meersseni szerződés tárgyalásai idején tartózkodott. A szerződést  magát, amelyben Alsó-Lotaringiát II. Lothár frank király halála után a Nyugati- és a Keleti Frank Királyság között felosztották, valószínűleg Eisdenben írták alá.
915-ben  elhunyt Meerssenben I. Reginár hainaut-i gróf,  a Maas régió egy helyi fejedelme. A 10. század közepe táján a Meerssen, mint szabad birtok Gerberga szász királynő tulajdona volt, aki Madarász Henrik (I. Henrik) német császár leánya volt. Első házassága  ll. Giselbert lotaringiai herceggel köttetett, Reginár egyik fiával, akinek halála után IV. (Tengerentúli) Lajos nyugati frank királyhoz ment hozzá. 968-ban ajándékozta Gerberga meersseni birtokait, így a palotát is, a reimsi Sint-Remigius bencés apátságnak. Ebből lett később a meersseni esperesség, amely fontos létesítmény volt nagy birtokokkal a környéken.

### Zarándokhely
1222-ben történt meg a „vércsoda” a meersseni esperes templomban. Ennek következményeként zarándokok kezdtek jönni az Oltáriszentség tiszteletére. A zarándokok áramlása miatt a bencések kénytelenek voltak nagyobb templomot építeni. Így épült meg a még ma is létező Oltárszentség Bazilika. A gótikus templomot a 14. században épült, talán frank építészek tervei alapján. 1465-ben Borgharen fejedelmének csapatai felgyújtották a templomot a liège-i Püspökség és a brabanti hercegség csatájában. Egy béres látta, ahogy a templom lángba borul, s kimentette a tűzből az ostyát, melyet egy ereklyetartóban őriztek. Meerssen a mai napig zarándokhely.

## Látnivalók
A Szakramentum Bazilika jelenlegi formáját a 14. században nyerte el, a Maas gótika jellegzetességeit mutatja. Egy 12 méter magas szakramentumtorony van ebben a templomban gyönyörű gótikus szobrokkal, így állítva emléket az itt megtörtént csodáknak. Bazilika mellett található a Szent József húgai kolostor romja. Szintén érdemes ellátogatni a közelben levő Proosdijparkba („Espereház-park”), s megnézni az itt található Gloriette pavilont. Emellett más vallási műemlékek találhatók Meerssenben, mint például a Lipót templom, és a zsinagóga.
A maastrichti vállalkozó család leszármazottja, Regout sok éven át Meerssenben lakott, és több gyárat létesített. Ennek köszönhetően még ma is számos gyár, kastély, villa található Maastricht község területén. A szomszédos Weertben, a közel a Vaeshartelt kastély mellett található a Weert és Zonnevang villa. A Regout család tagjait Meerssenben temették el a bazilika mellett levő családi kriptában. A Meerssen régi állomásépülete szintén műemlék.

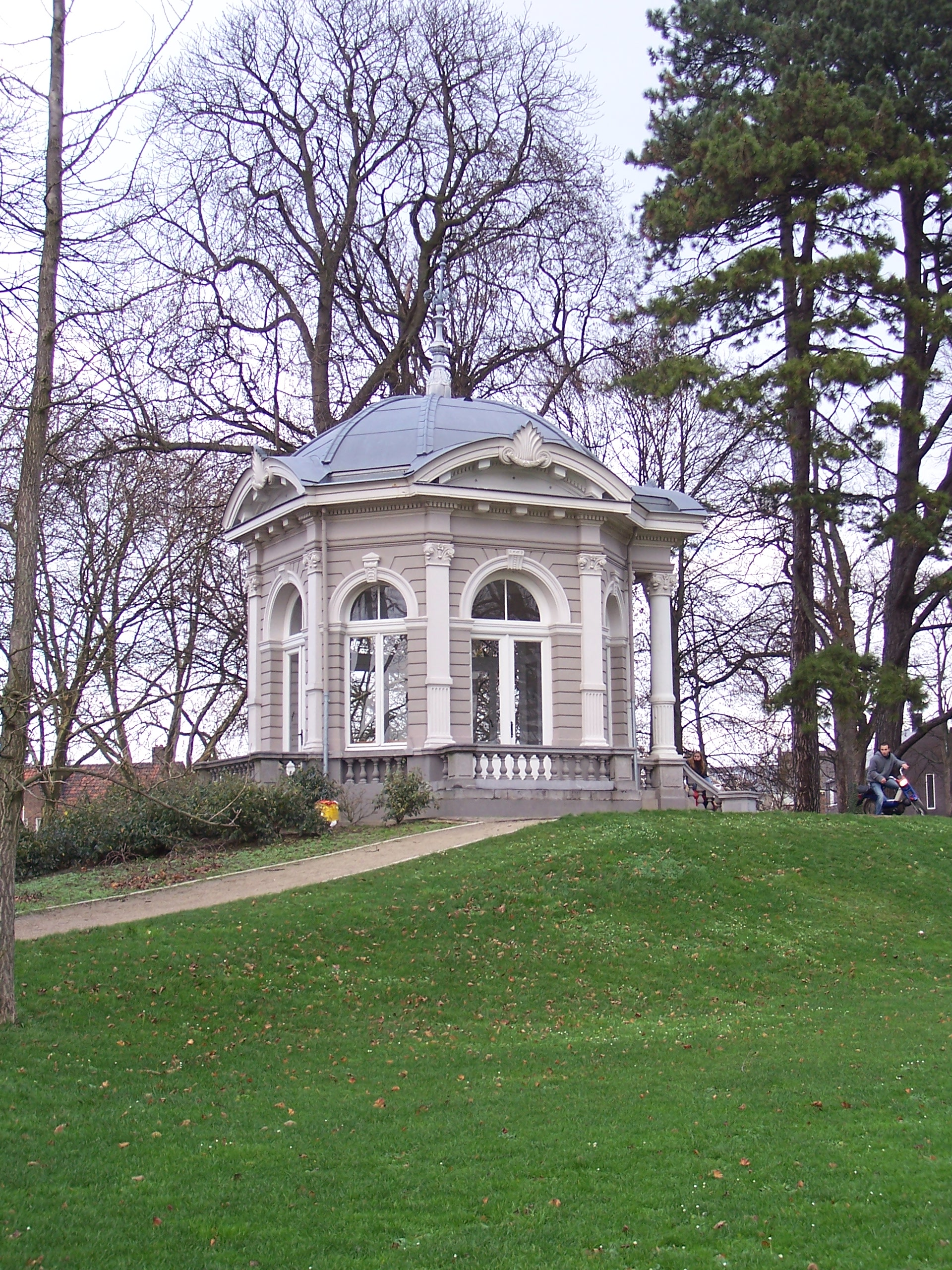
A Gloriette
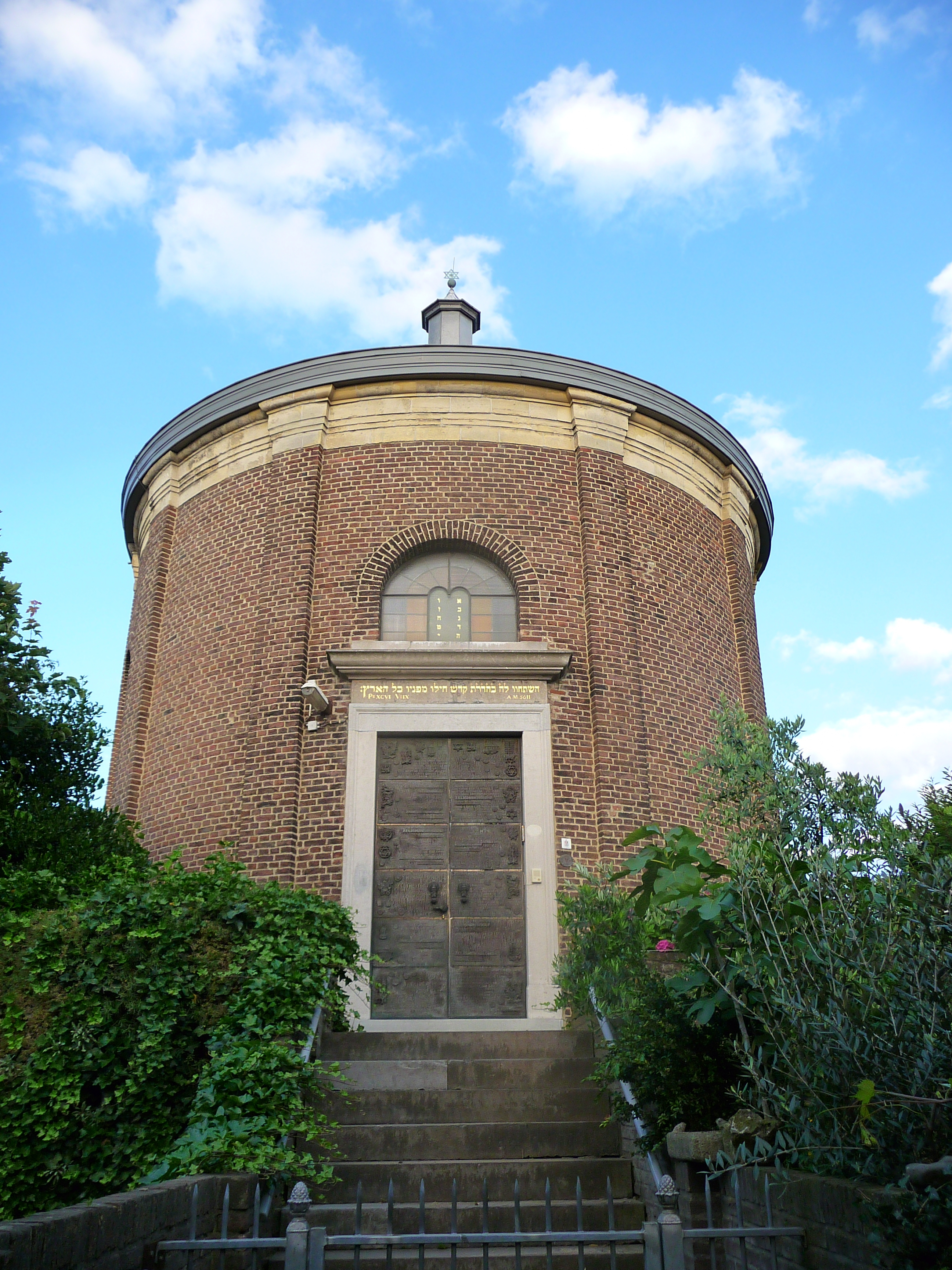
A meersseni zsinagóga
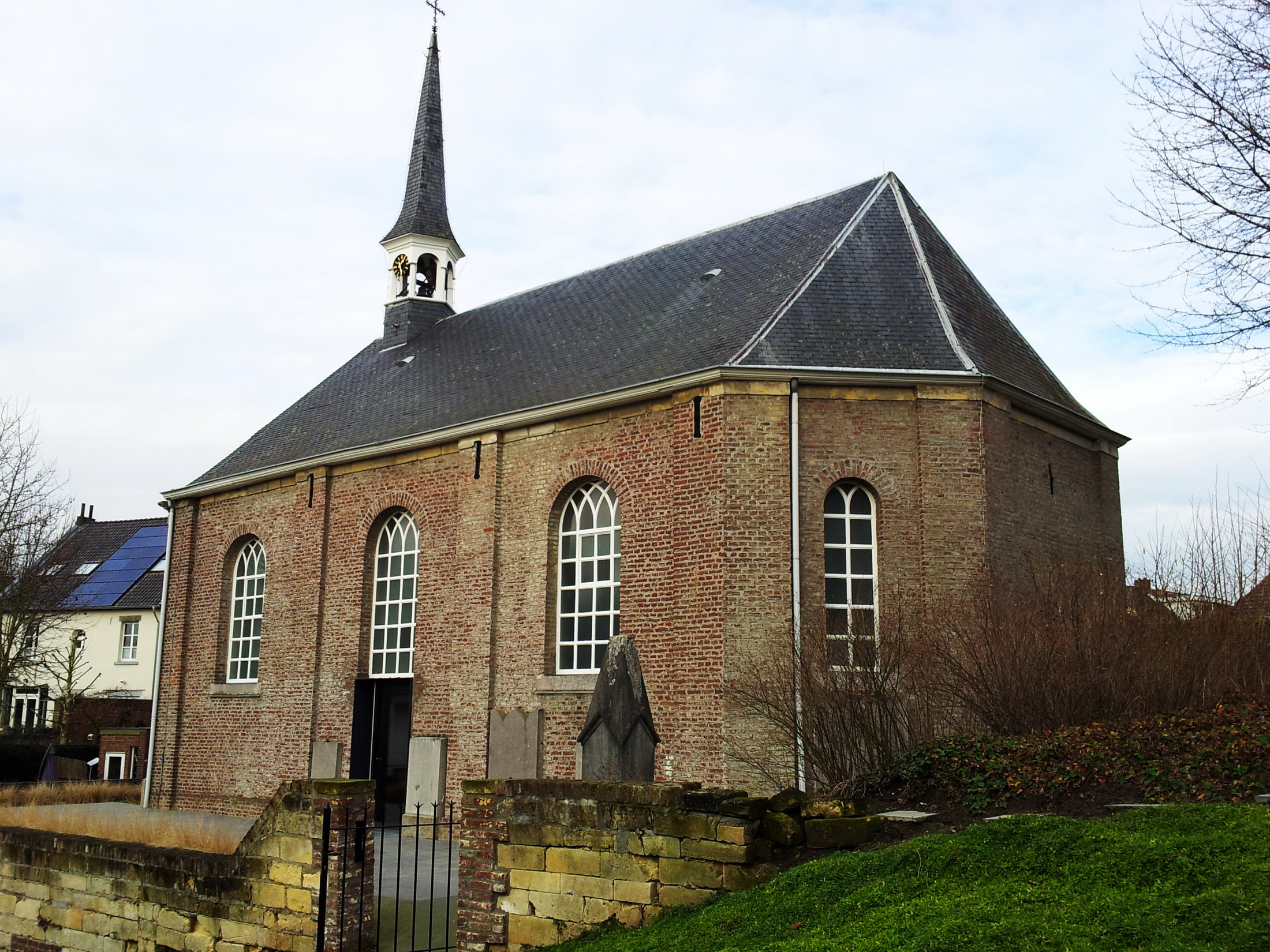
Leopodskerkje
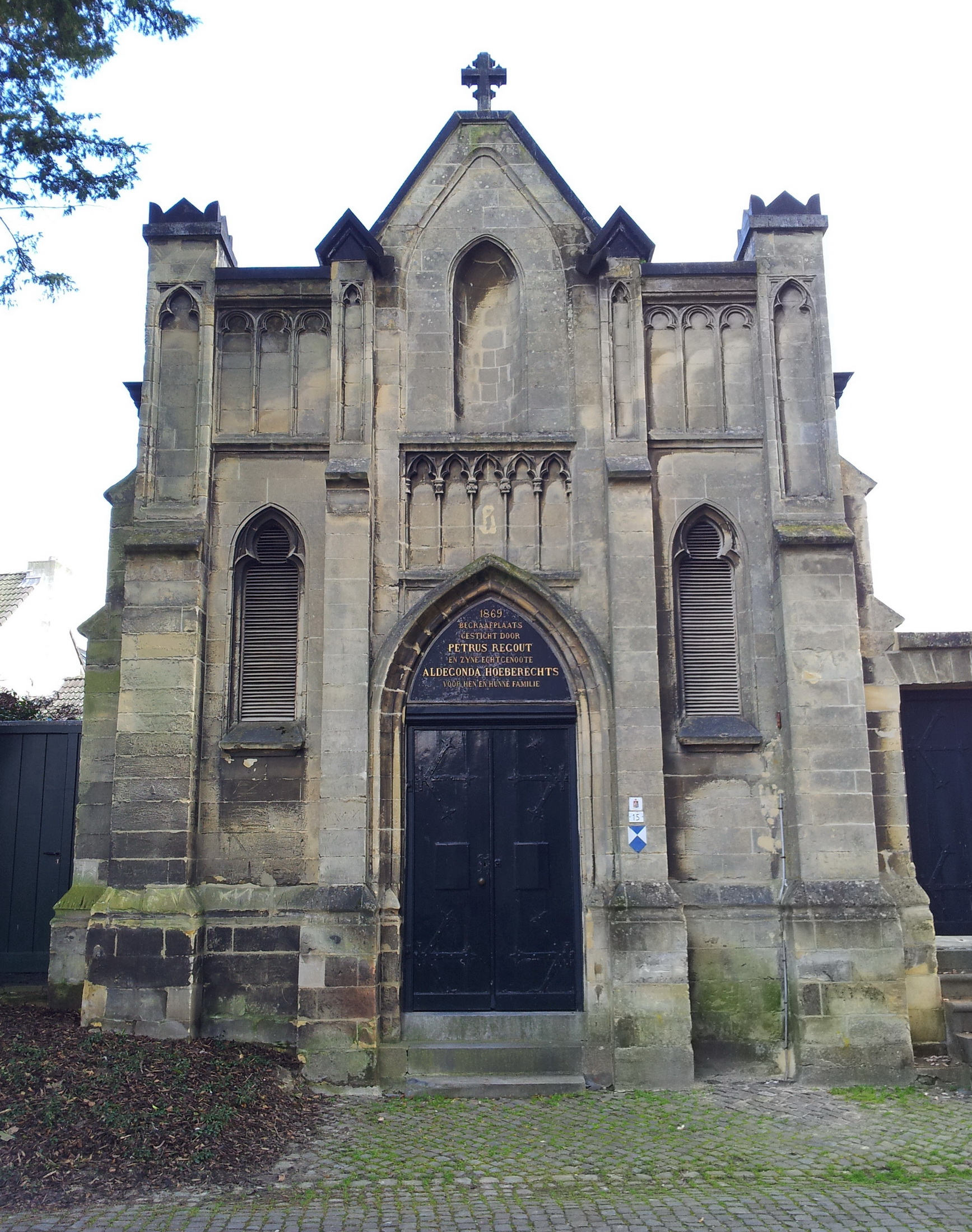
A Regout mauzóleum
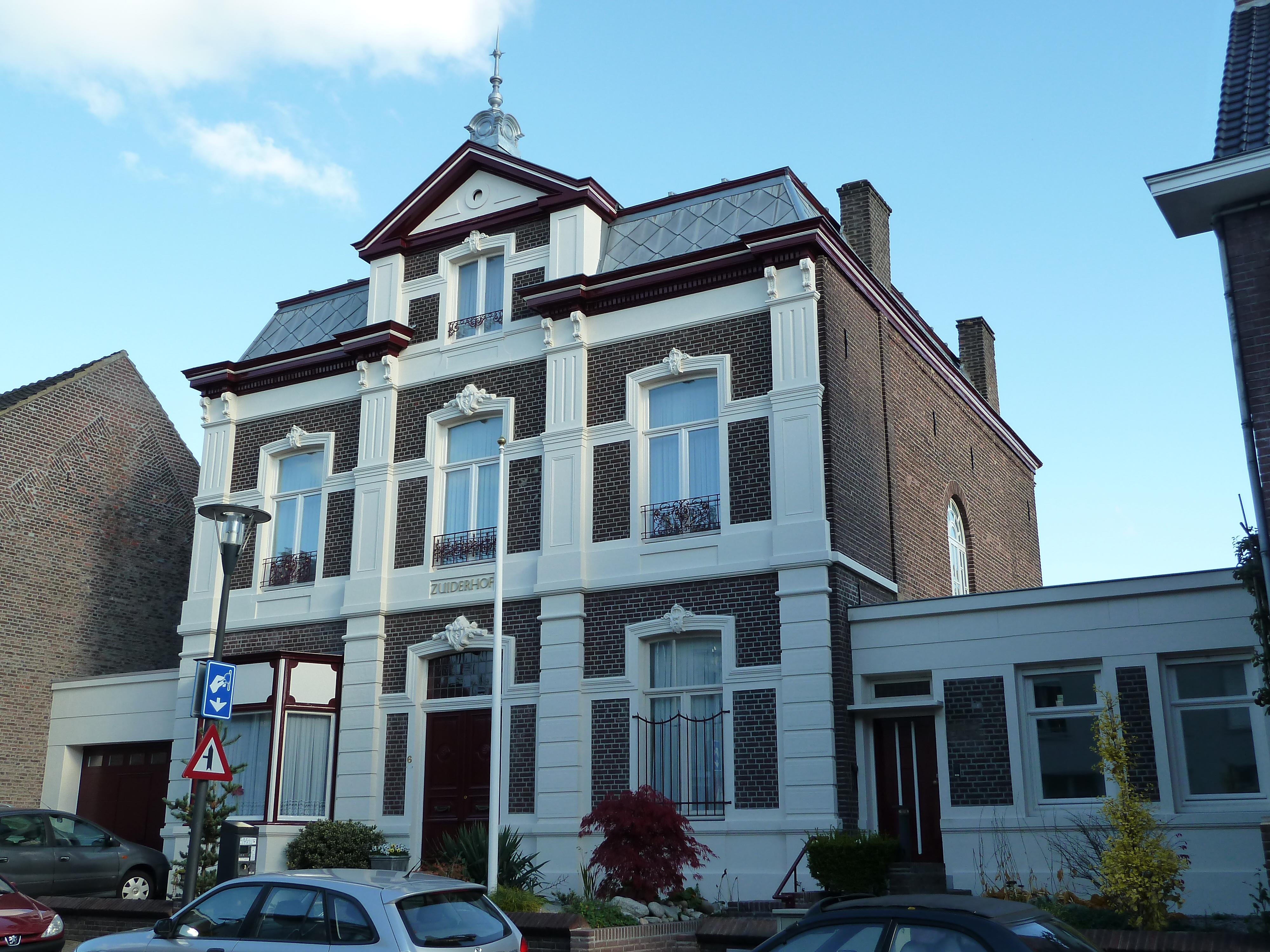
Kuileneindestraat 6.
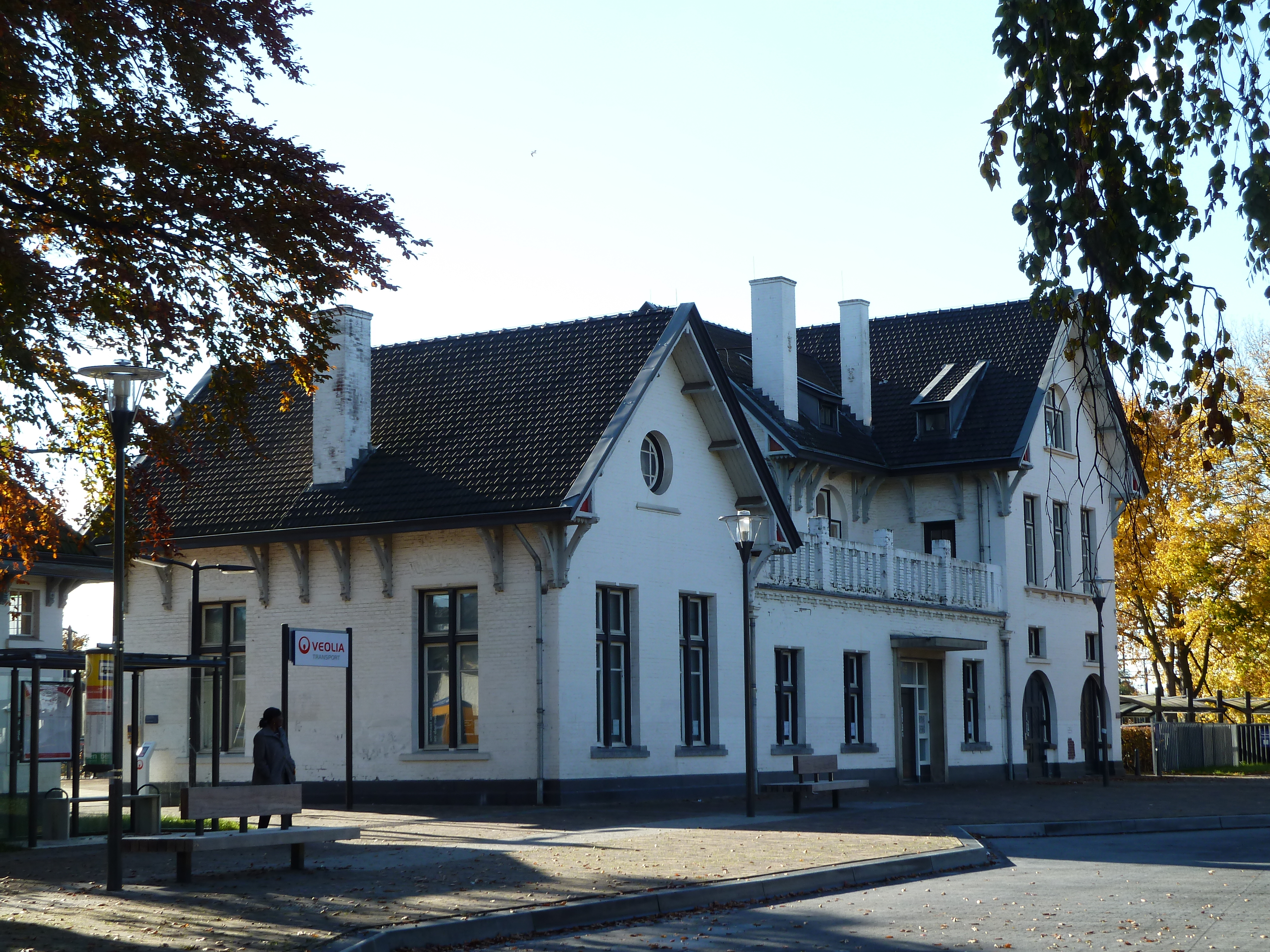
A vasútállomás
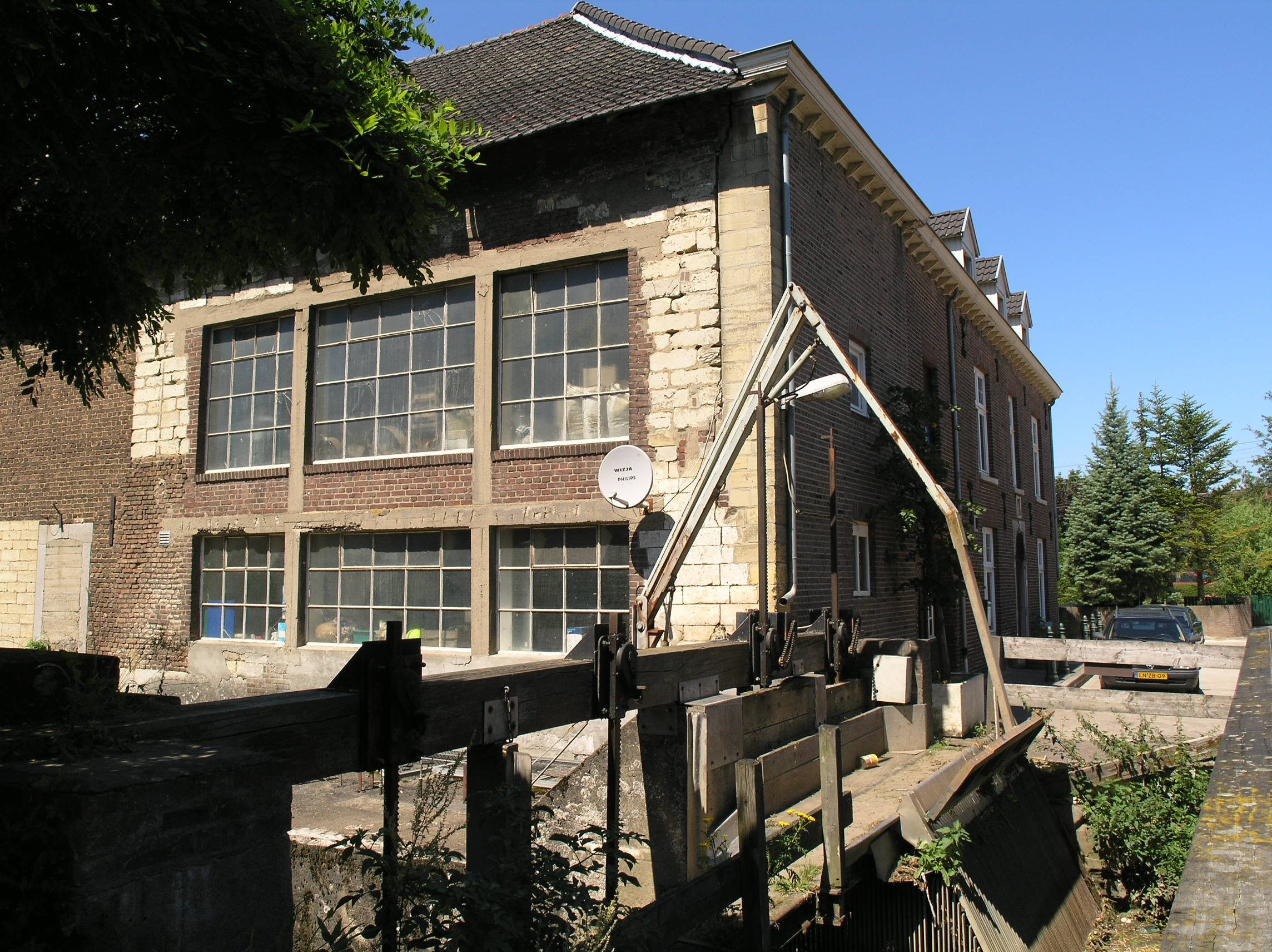
A Groote Molen (nagy malom)
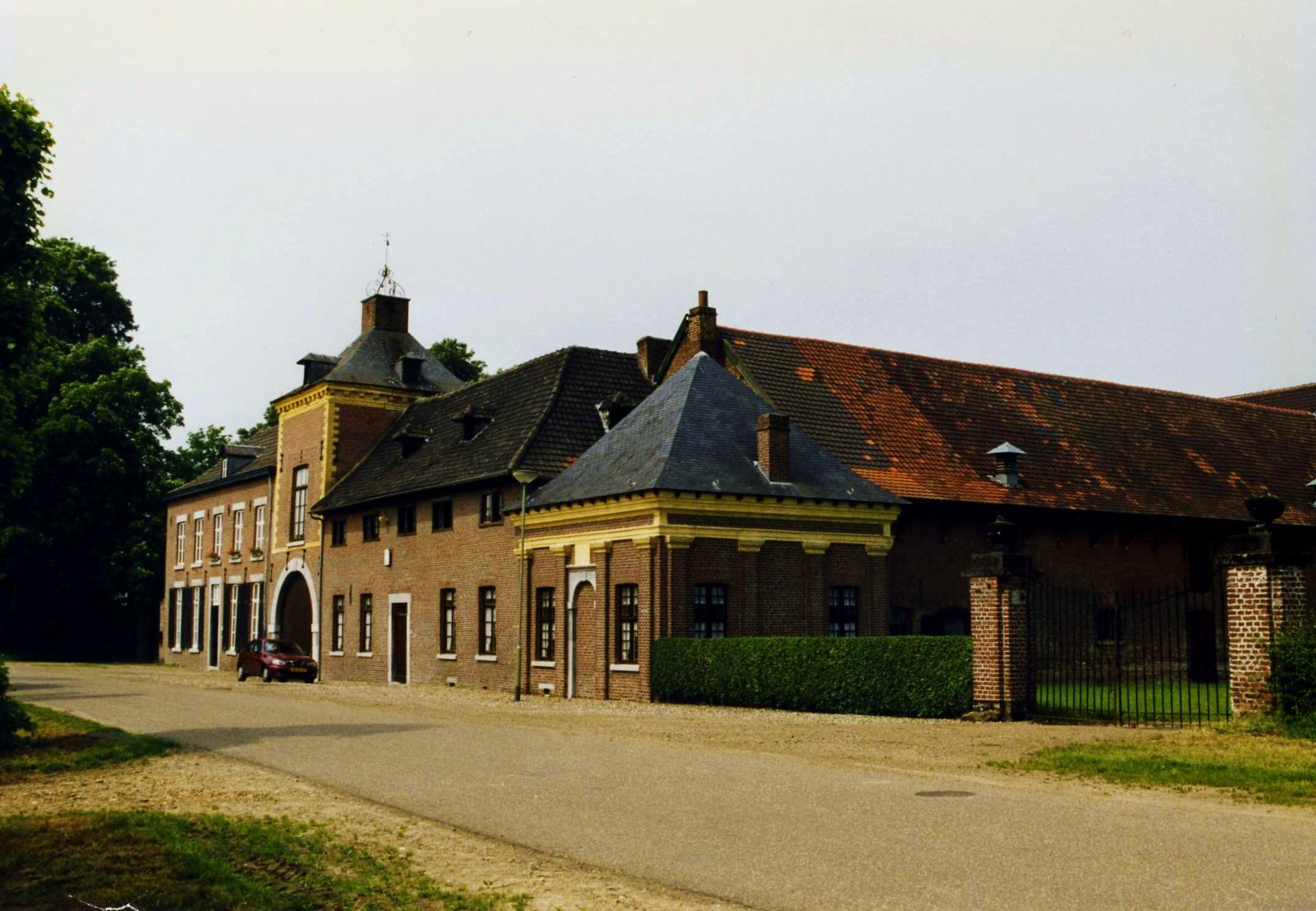
Weerterhof
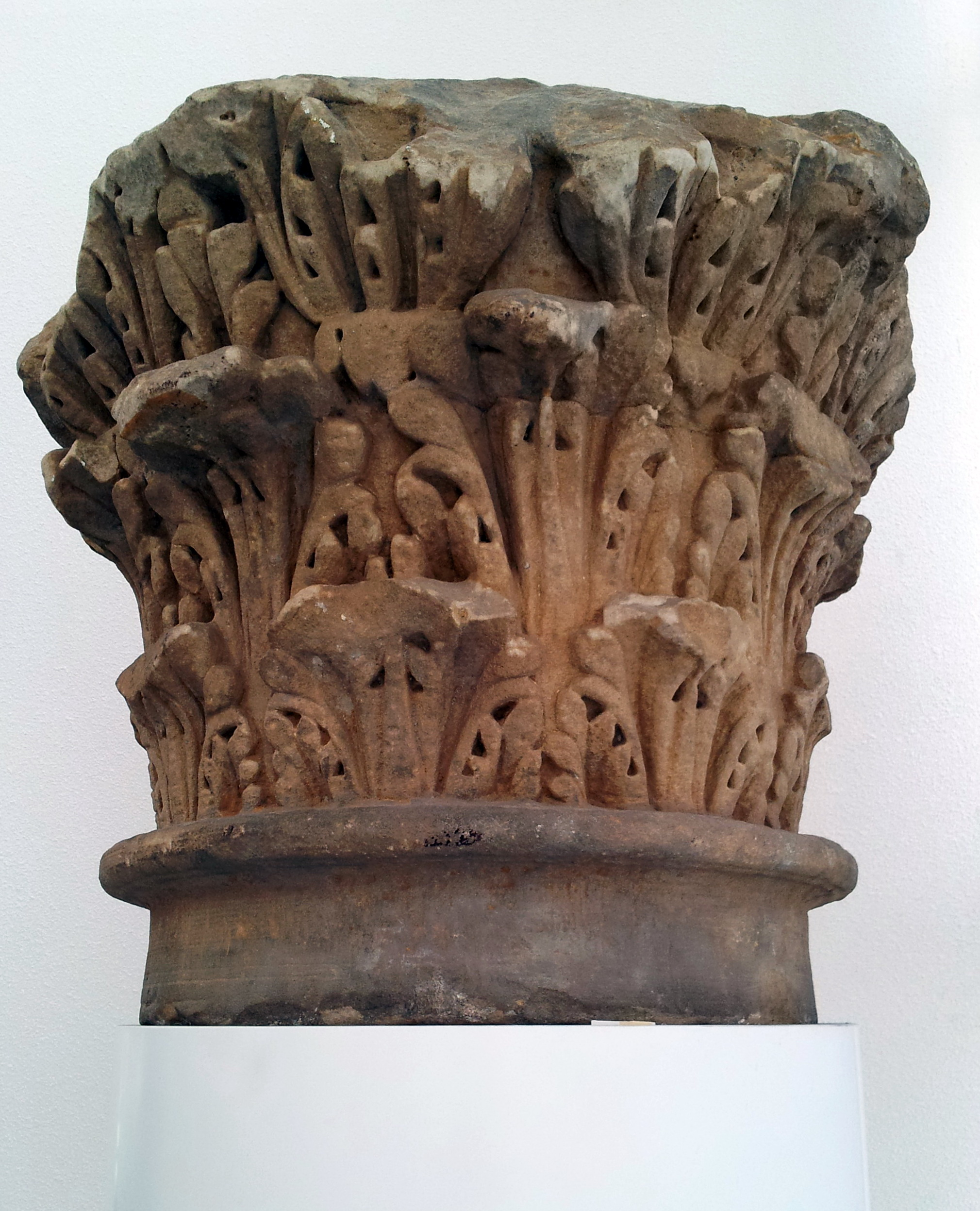
Korinthoszi tőke (i. sz. 180–220), 1871-ben találták a meersseni Herkenberg villánál (Centre Céramique gyűjtemény, Maastricht)

## Háztartások száma
Meerssen háztartásainak száma az elmúlt években az alábbi módon változott:

## Fordítás
Ez a szócikk részben vagy egészben  a   Meerssen (plaats) című holland Wikipédia-szócikk ezen változatának fordításán alapul.  Az eredeti cikk szerkesztőit annak laptörténete sorolja fel. Ez a jelzés csupán a megfogalmazás eredetét és a szerzői jogokat jelzi, nem szolgál a cikkben szereplő információk forrásmegjelöléseként.